# Цвитерйон
Цвитерйон (на немски: Zwitterion от zwitter, „хермафродит“, и Ion, „йон“) е неутрална амфотерна молекула с един положителен и един отрицателен електрически заряд в различните части на молекулата. Цвитерйоните понякога се наричат и „вътрешномолекулни соли“. Най-популярният пример за цвитерйони са аминокиселините, които съдържат амониева и карбоксилна група и могат да бъдат разглеждани като резултат от вид киселинно-основна реакция, при която аминната група депротонира карбоксилната киселина.